# 시립서울청소년센터

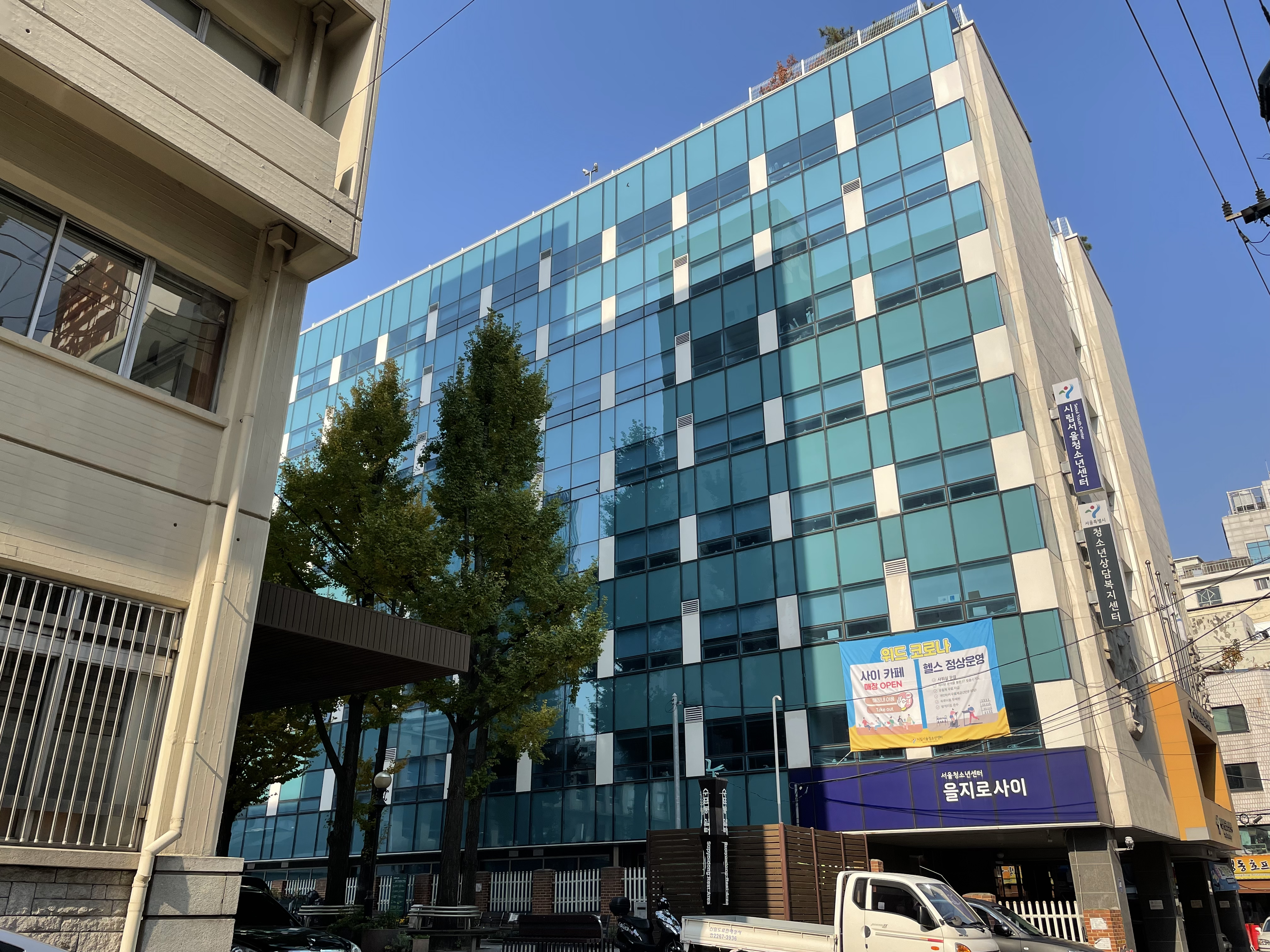
시립서울청소년센터 건물 측면

시립서울청소년센터(Seoul Youth Center)는 서울특별시 중구에 위치한 청소년 수련 시설이다. 사단법인 한국청소년육성회에서 운영하고 있다.

## 연혁
현재 한국청소년육성회인 사단법인 청소년건립위원회가 1967년 2월 14일에 설치되어, 1970년 11월 11에 중앙청소년회관을 개관하고, 1973년 9월 27일 수련관 건물을 서울특별시에 기부채납하였다.
2019년 7월 1일에 서울청소년수련관에서 시립서울청소년센터로 명칭이 변경되었다. 2019년 7월 23일에 네파가 6천만원 상당의 그래픽 티셔츠 1천 장을 후원하였다.

## 수상
시립서울청소년센터는 다음과 같은 상을 수상하였다.
- 2011년 12월 26일에 시립청소년시설 운영 실적인센티브평가 모범상 수상 (서울시)
- 2012년 12월 24일에 시립청소년시설 운영 실적인센티브평가 우수상 수상 (서울시)[5]
- 2013년 12월 18일에 시립청소년시설 운영 실적인센티브평가 특별상 수상 (서울시)[5]
- 2015년 1월 2일에 2014 서울시 특성화사업 우리문화체험 영역 인센티브 우수상 수상[5]
- 2015년 3월 5일에 2014 서울시 청소년시설 운영실적 인센티브평가 우수상 수상[5]
- 2016년 3월 16일에 서울특별시의회의장 기관표창 수상[5]
- 2019년 12월 19일에 2019 서울시의회의장상 수상[5]

## 갤러리

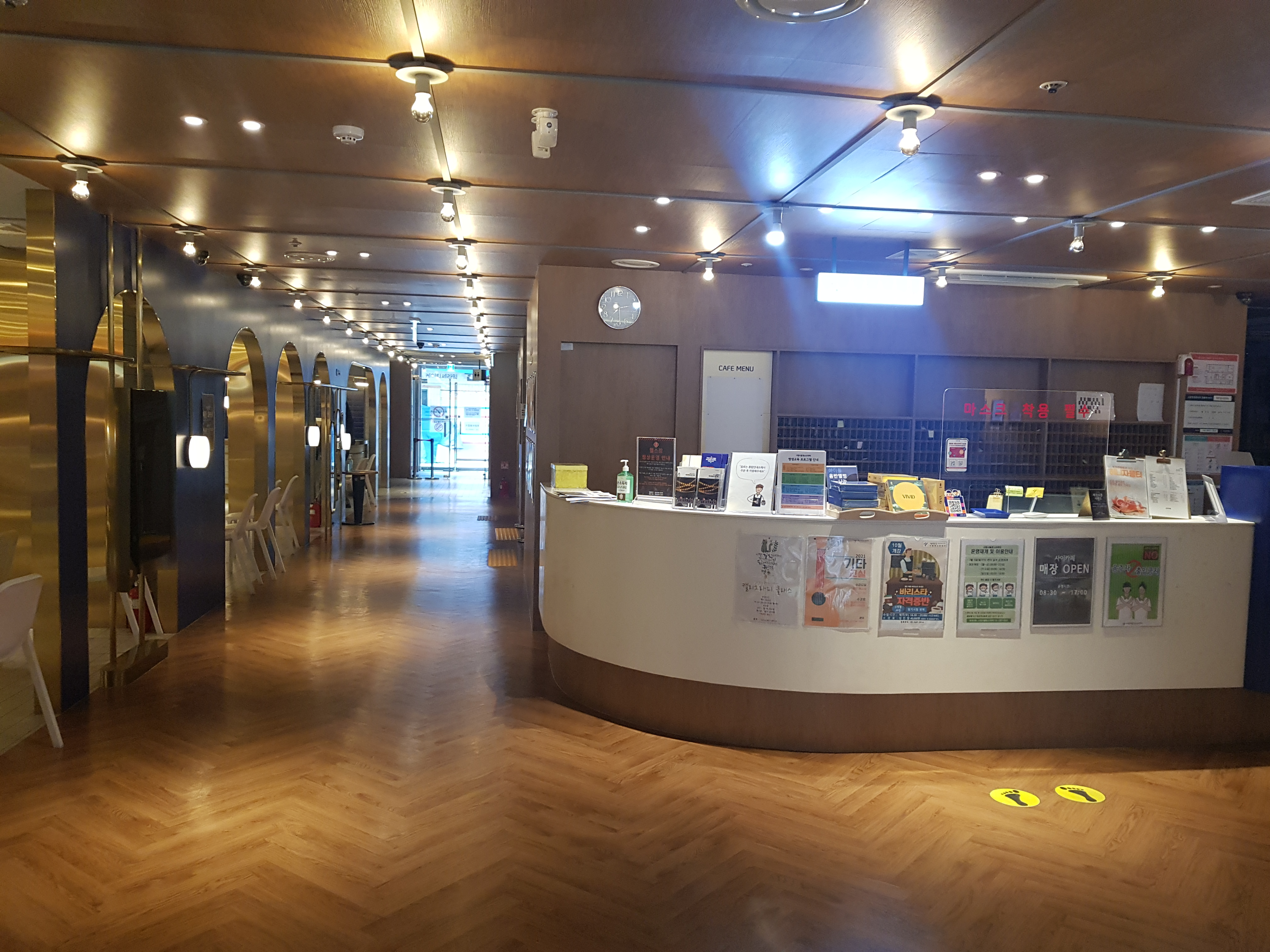
시립서울청소년센터 1층 로비
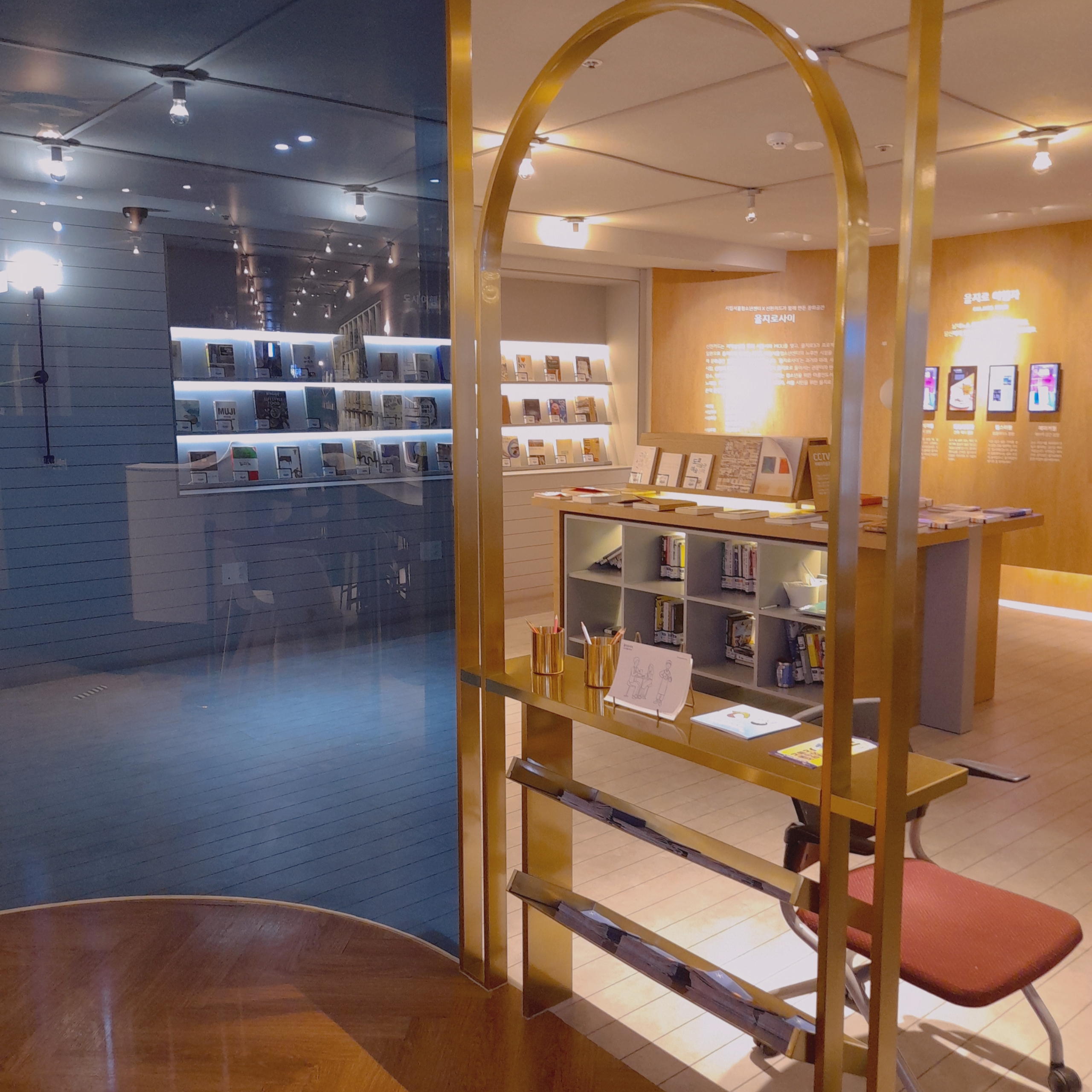
시립서울청소년센터 1층 도서실
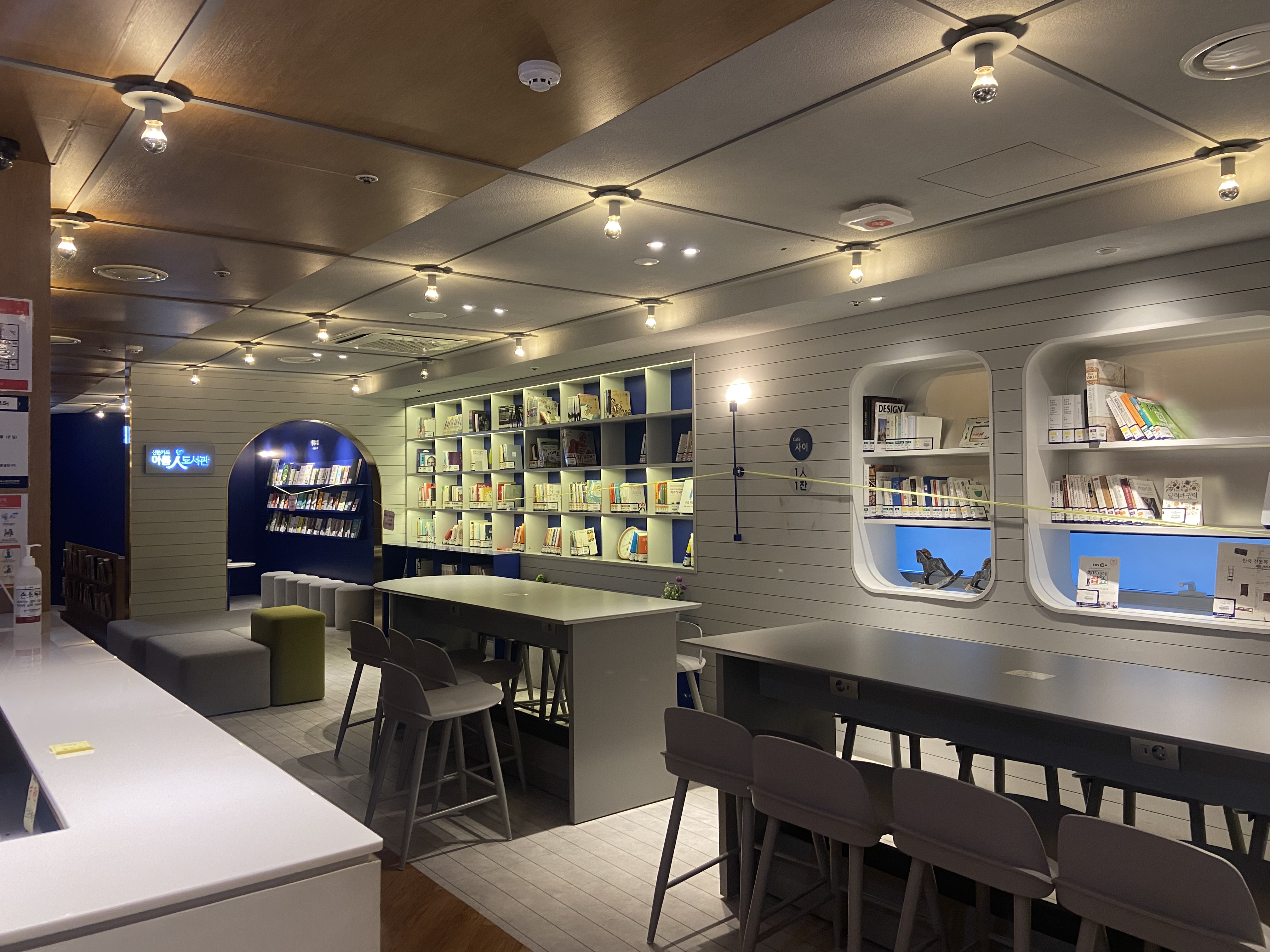
서울시립청소년센터 1층 도서관
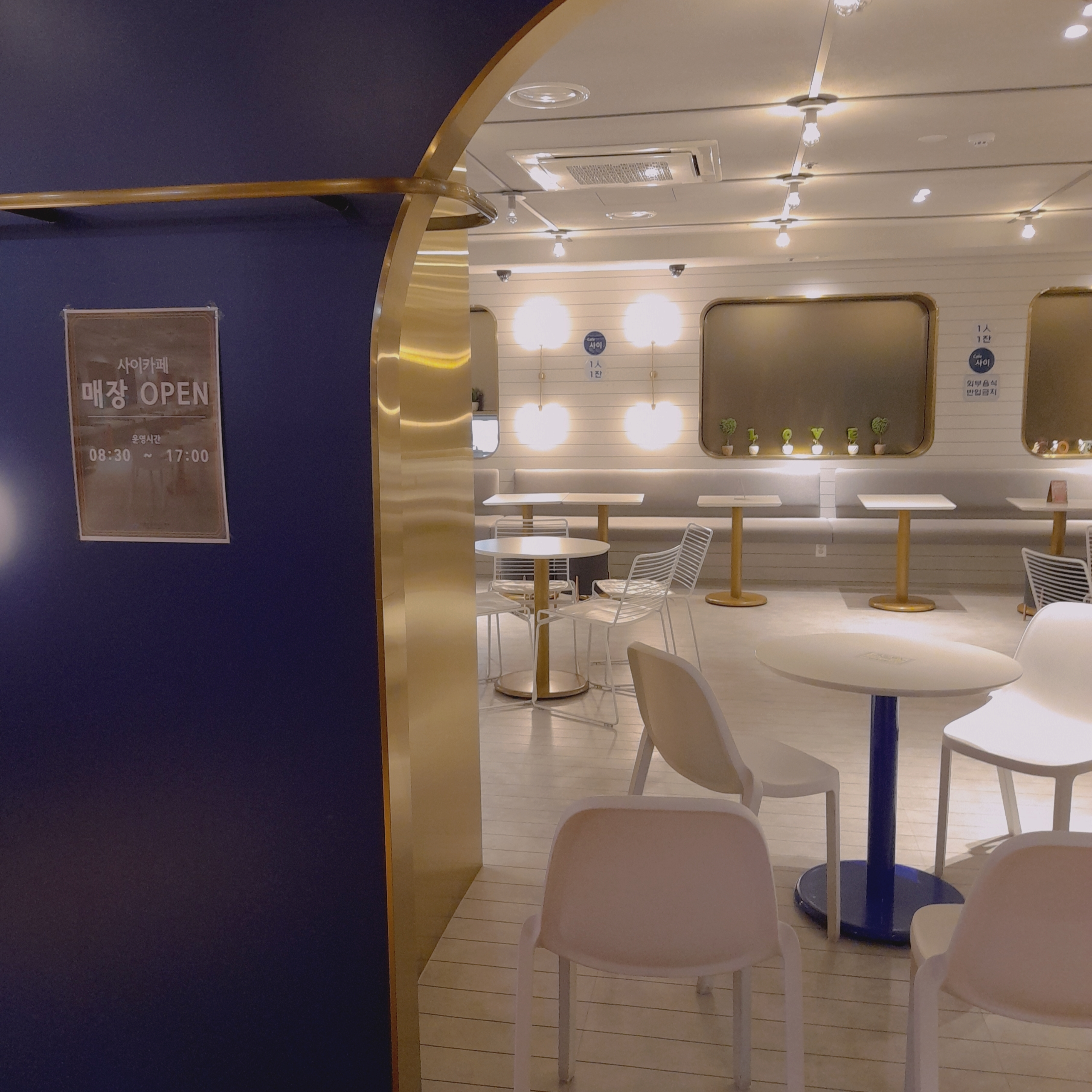
시립서울청소년센터 1층 카페
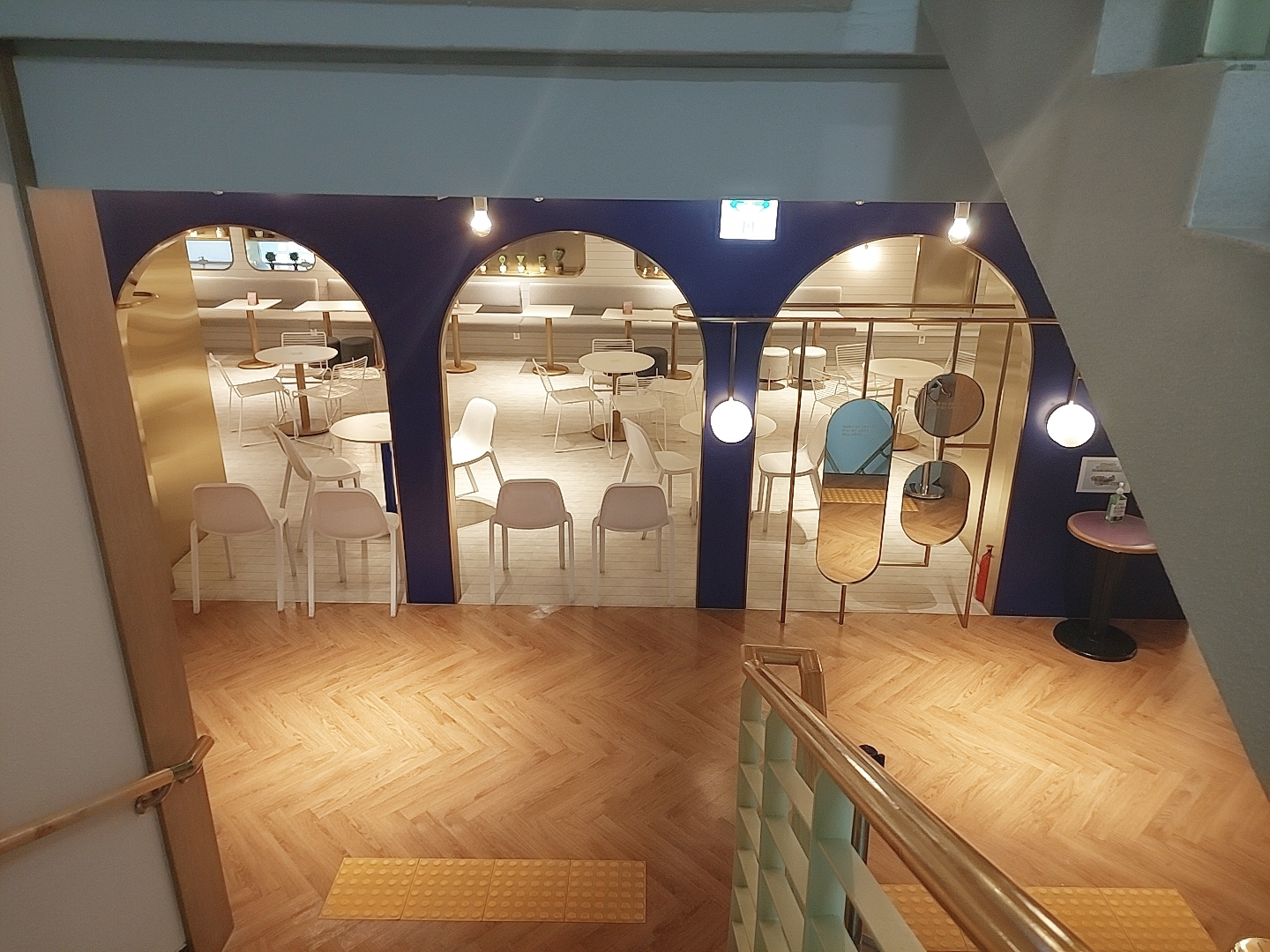
시립서울청소년센터 1층
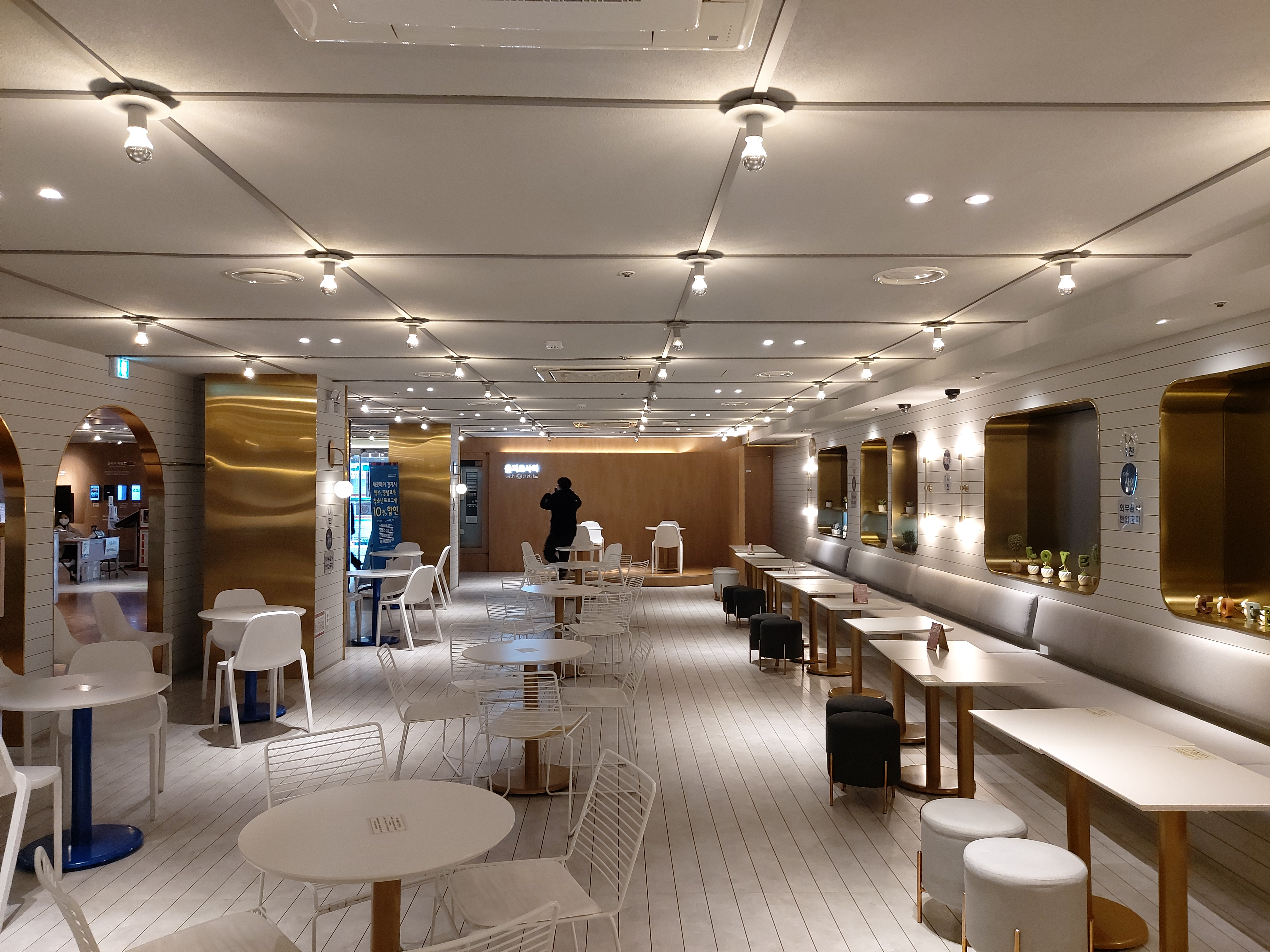
시립서울청소년센터 1층에 위치한 카페다.
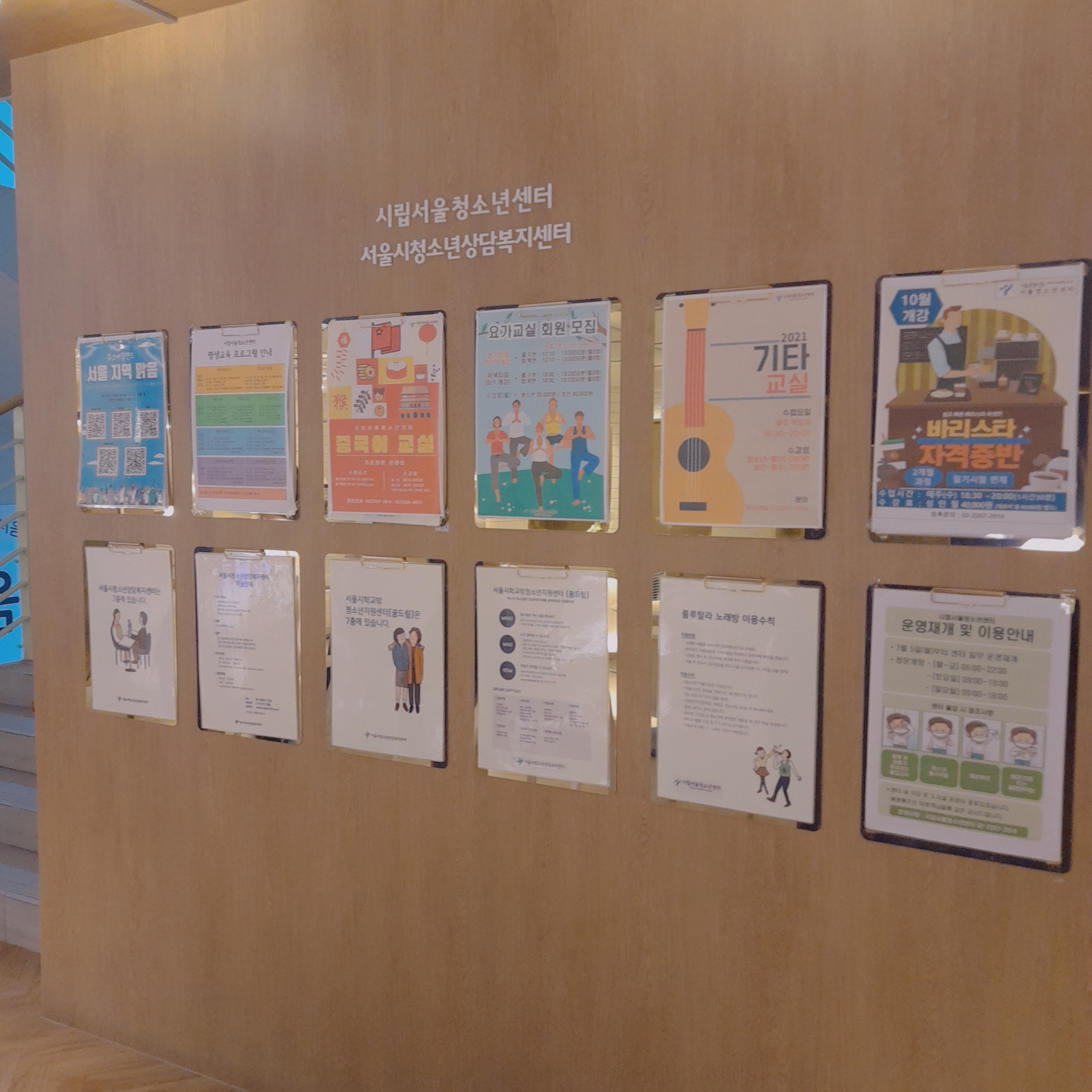
시립서울청소년센터 1층 게시판
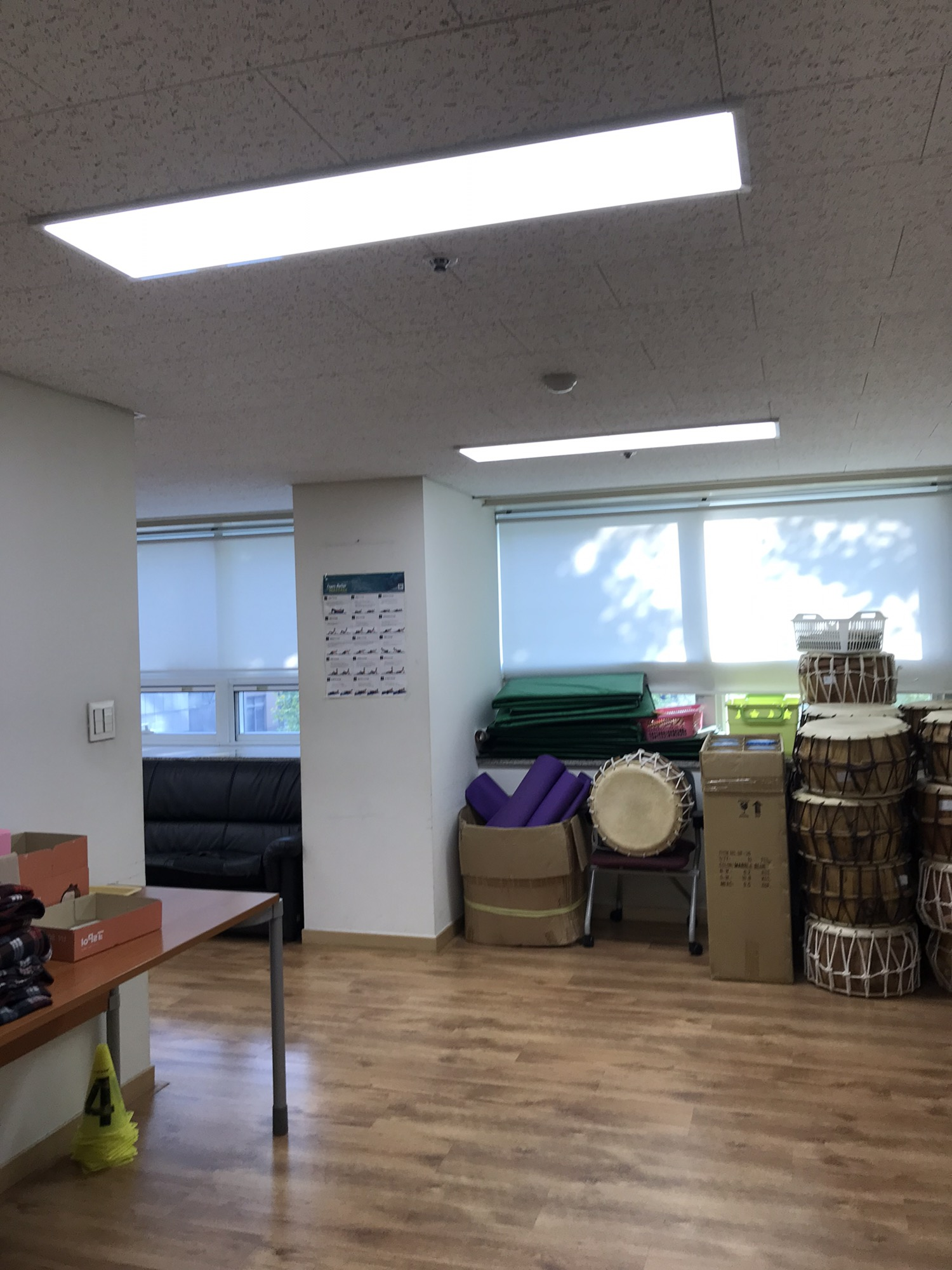
서울시립청소년센터 늘해랑에어로빅
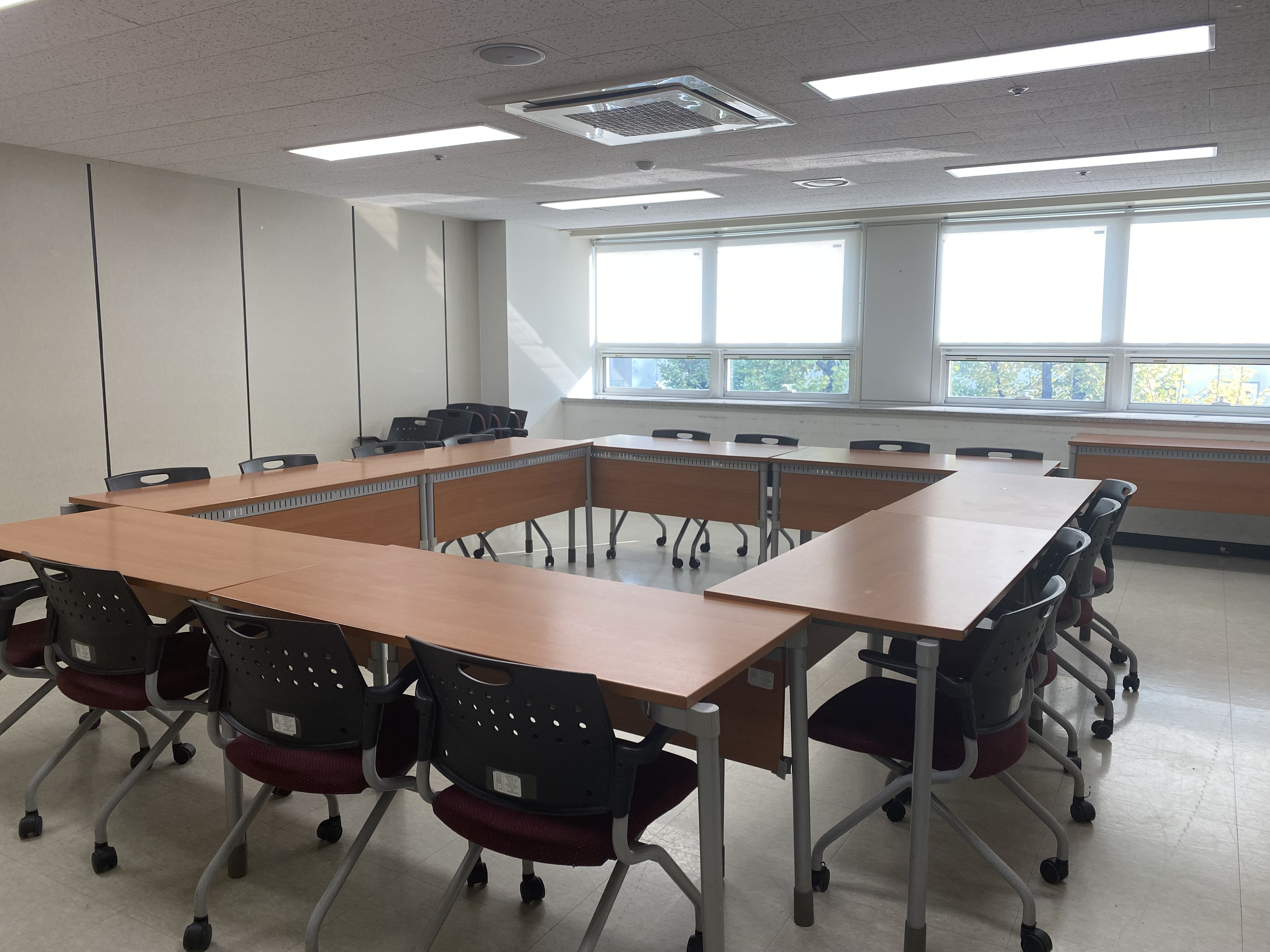
시립서울청소년센터 가람
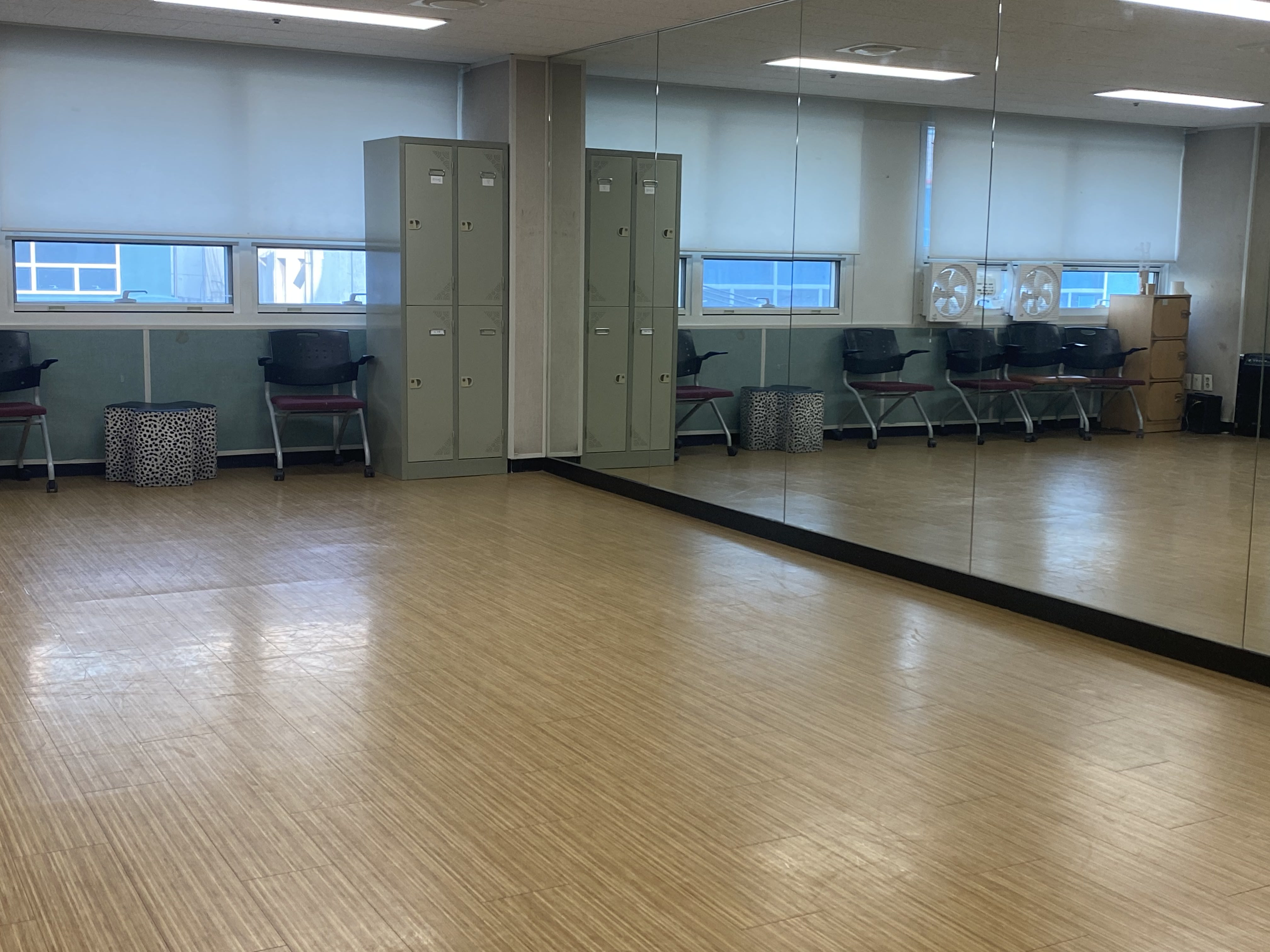
시립서울청소년센터 아라
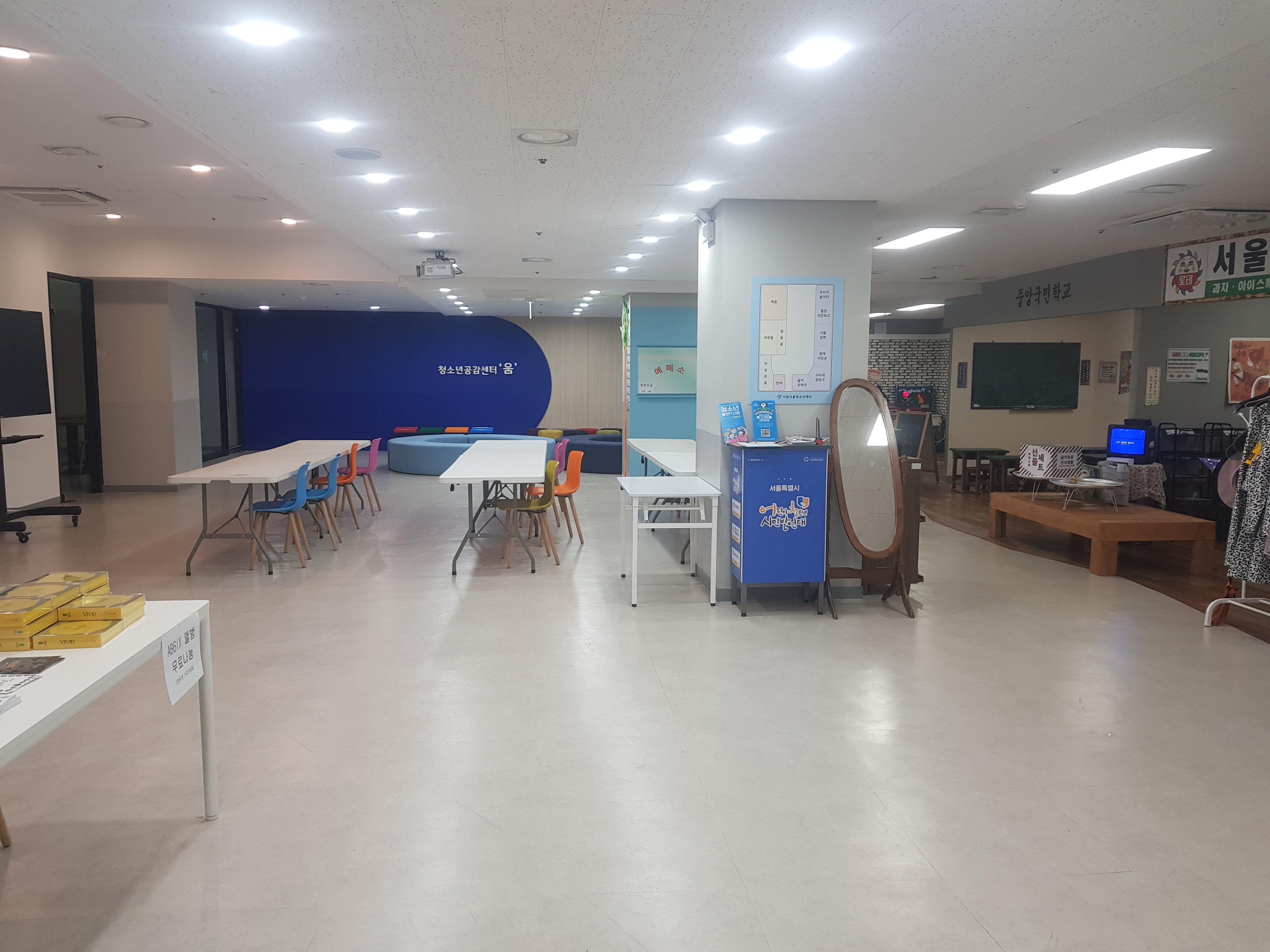
시립서울청소년센터 지하 1층에 위치한 청소년 공감센터 '움'이다.
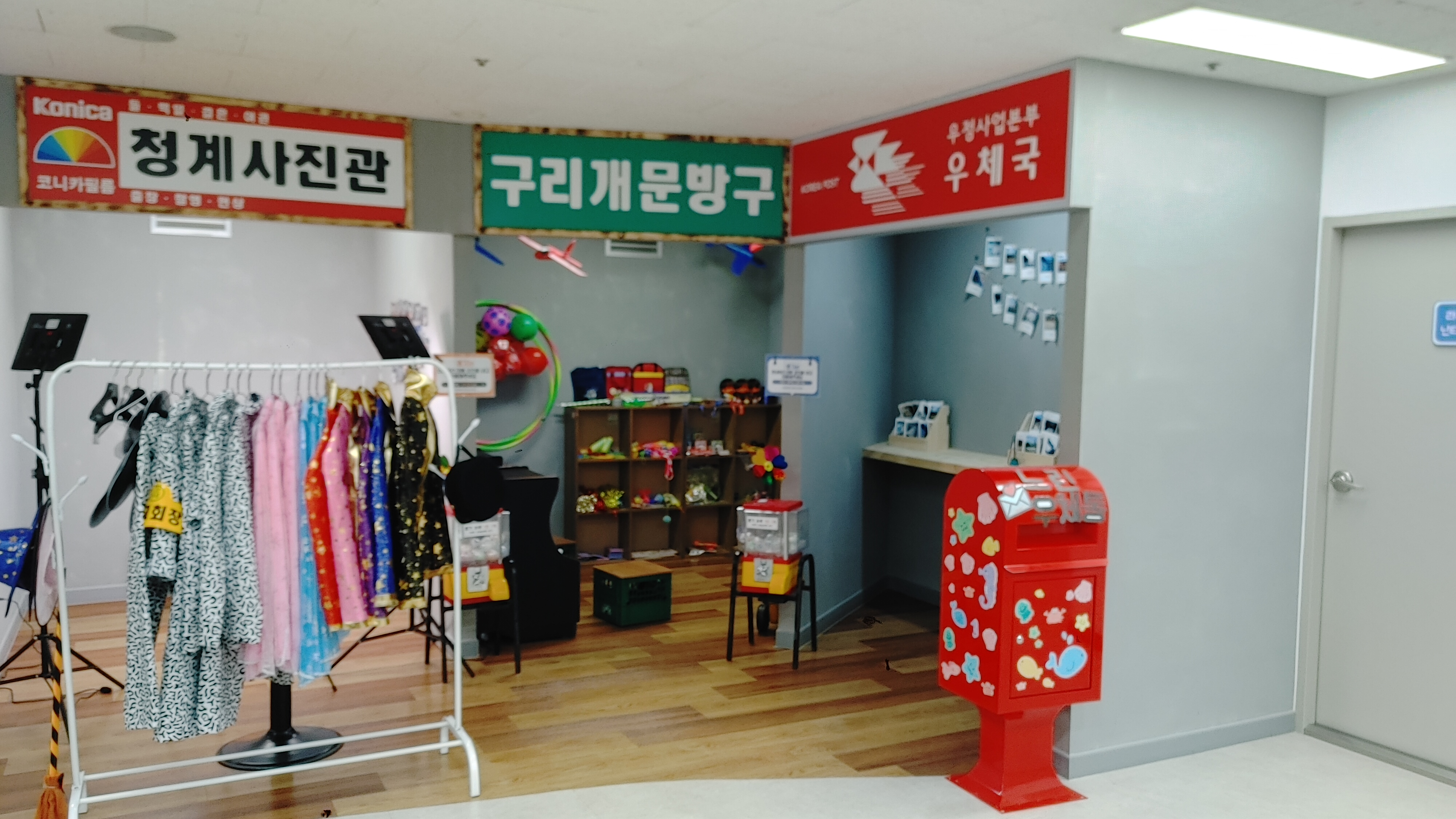
시립서울청소년센터 지하 1층에 있는 청소년 공감센터 '움'에 있는 청계사진관과 구리개문방구 느린 우체국이다
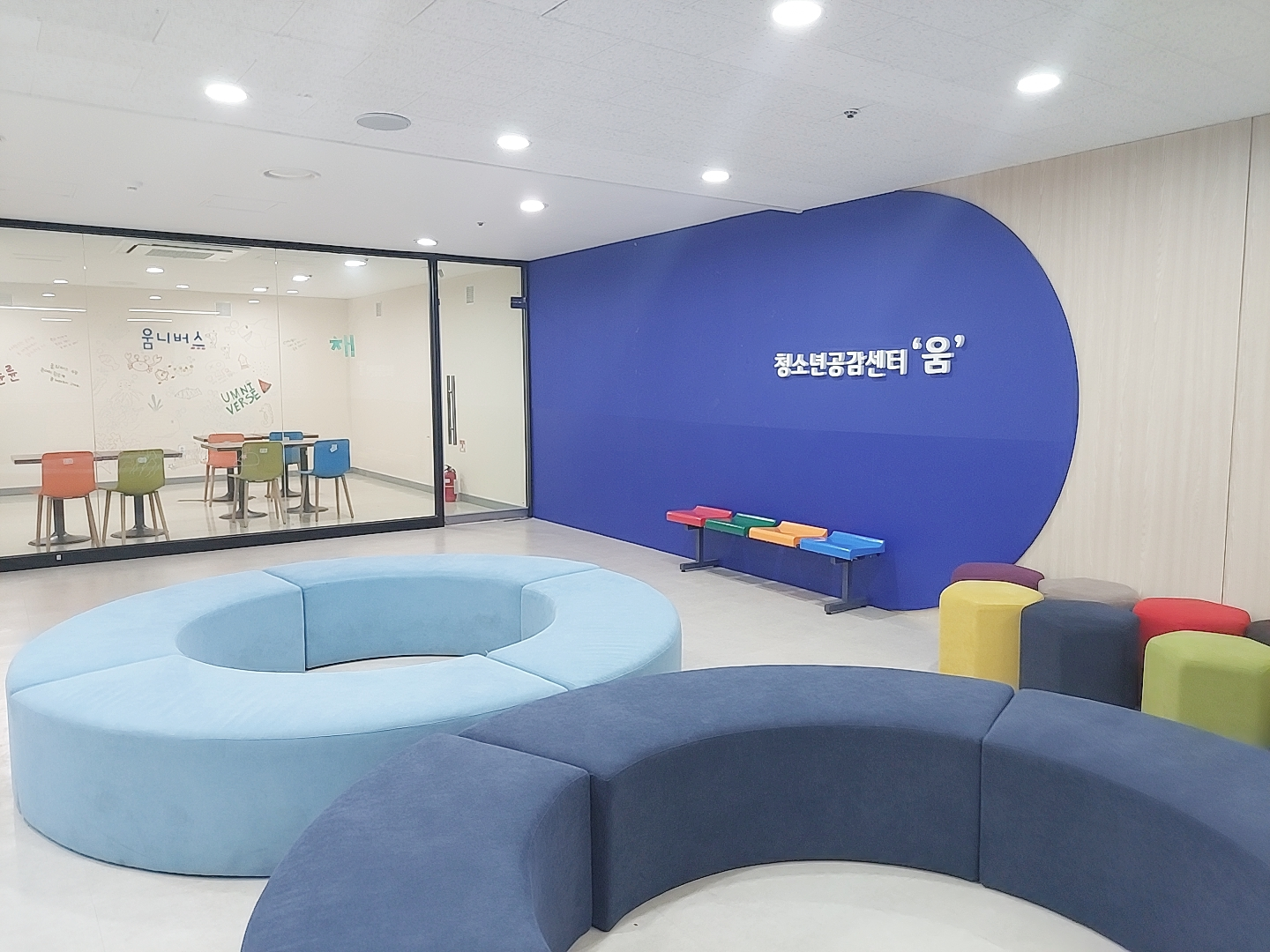
시립서울청소년센터 '청소년공감센터 움'
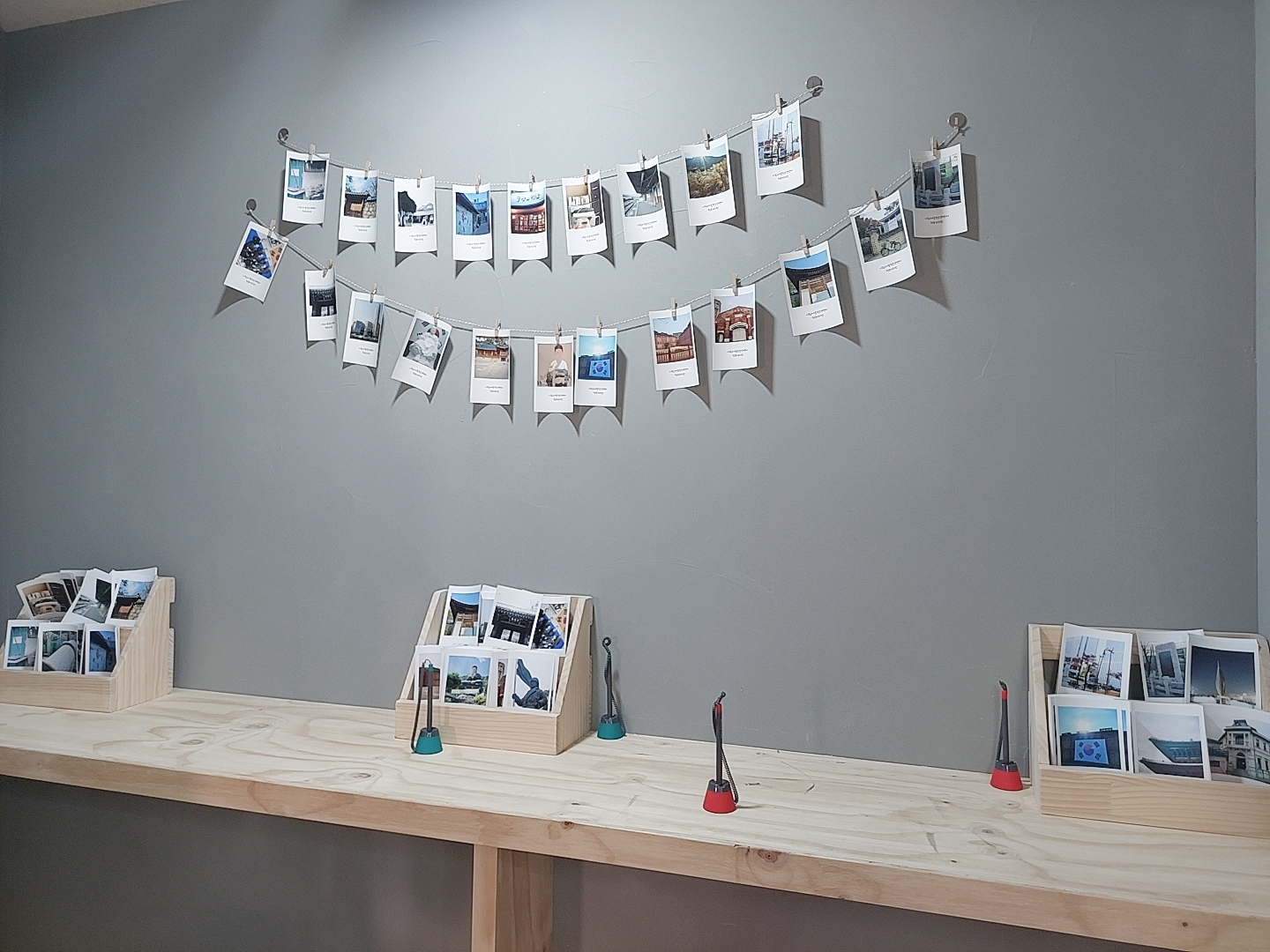
시립서울청소년센터 '과거 우체국' - 움
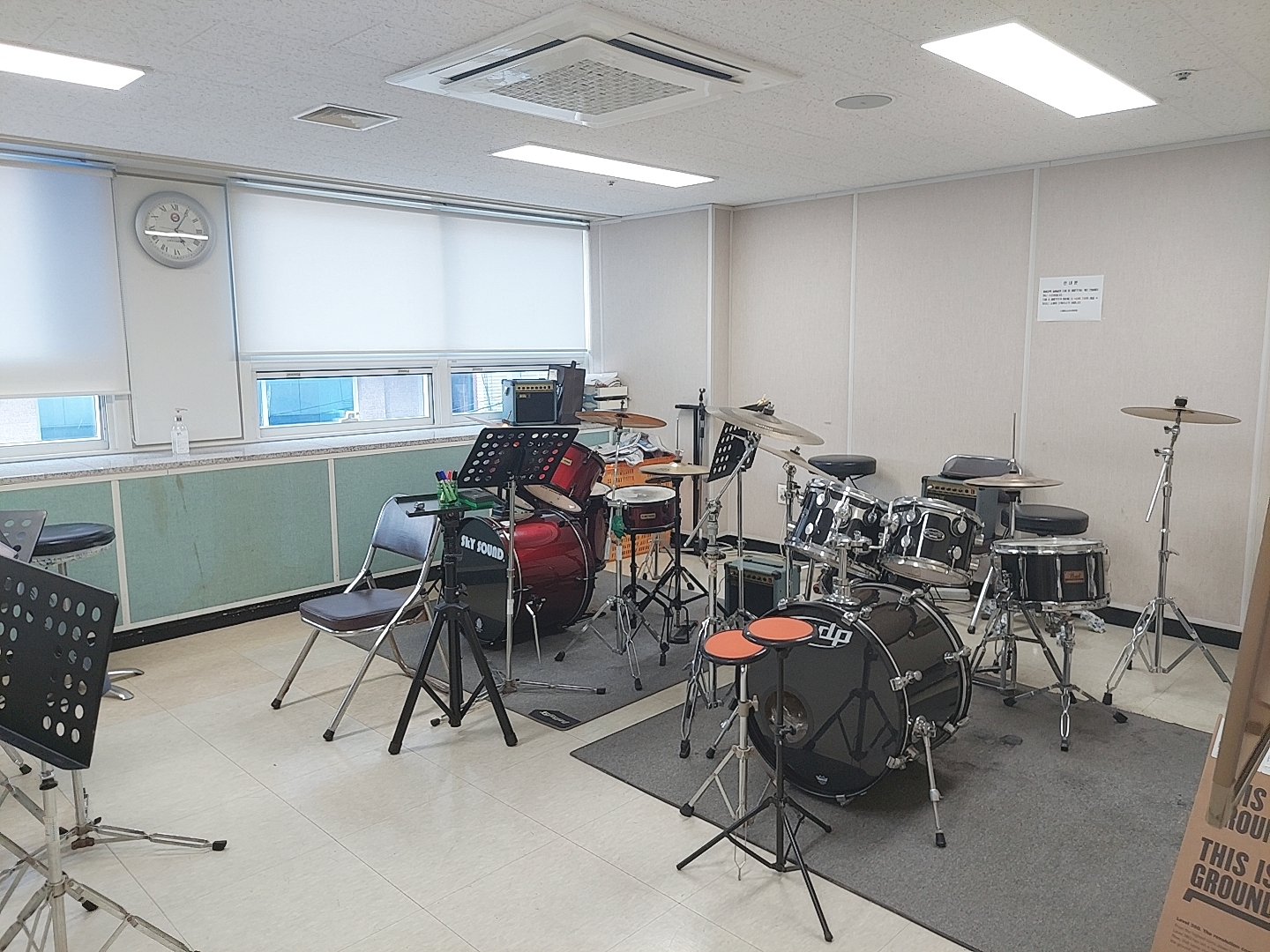
시립서울청소년센터 기타 및 난타실
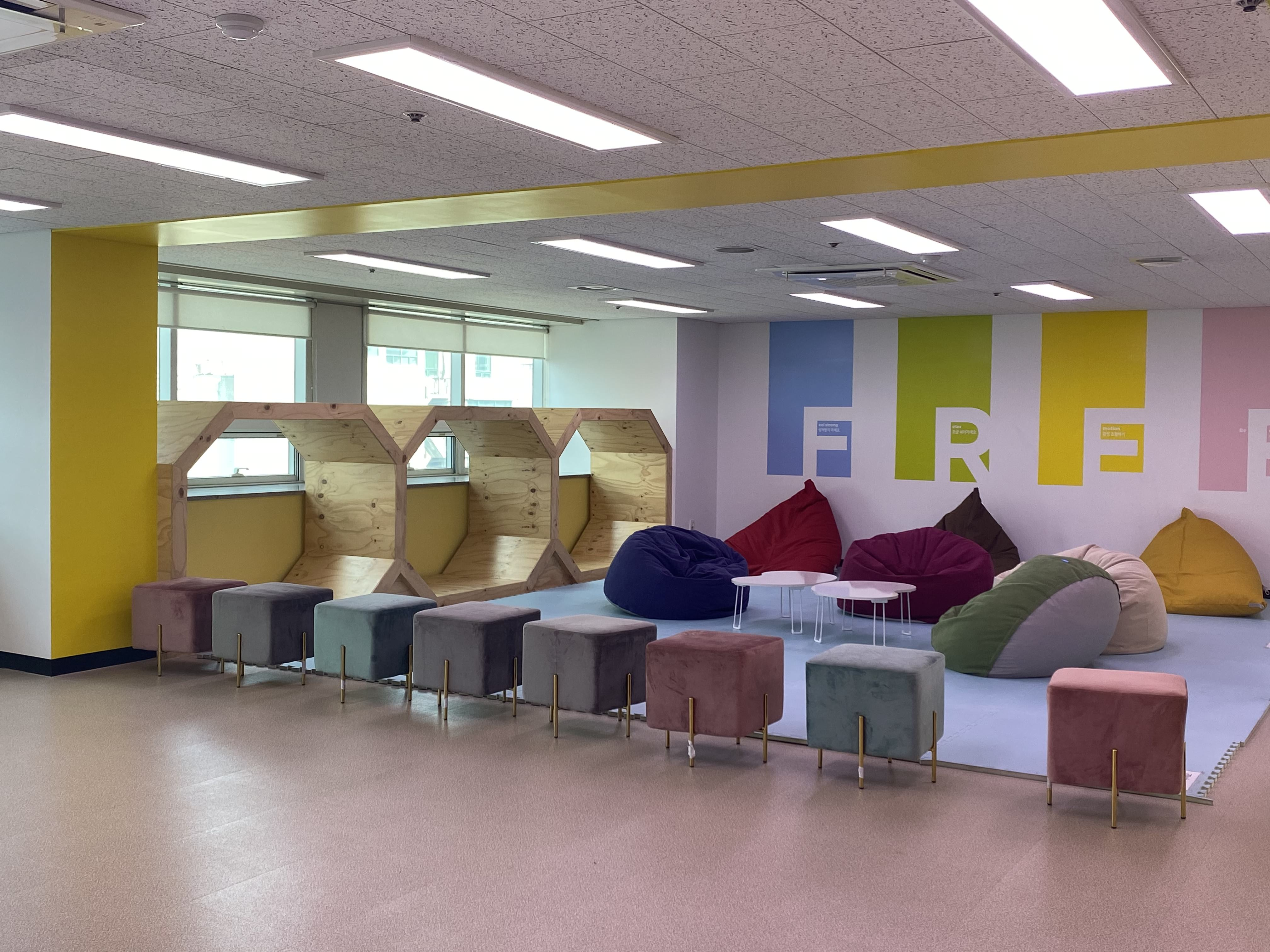
시립서울청소년센터 8층
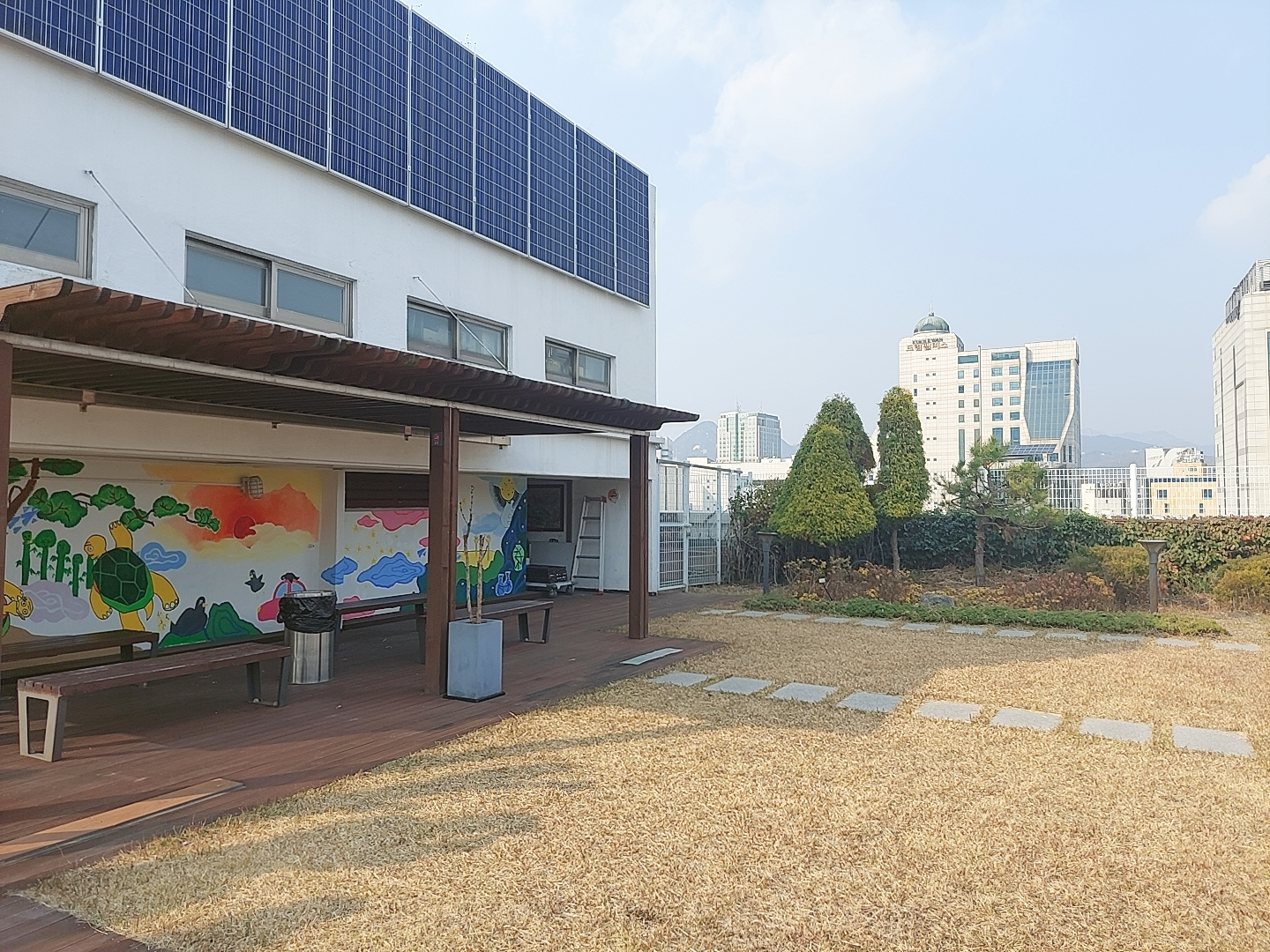
시립서울청소년센터 옥상
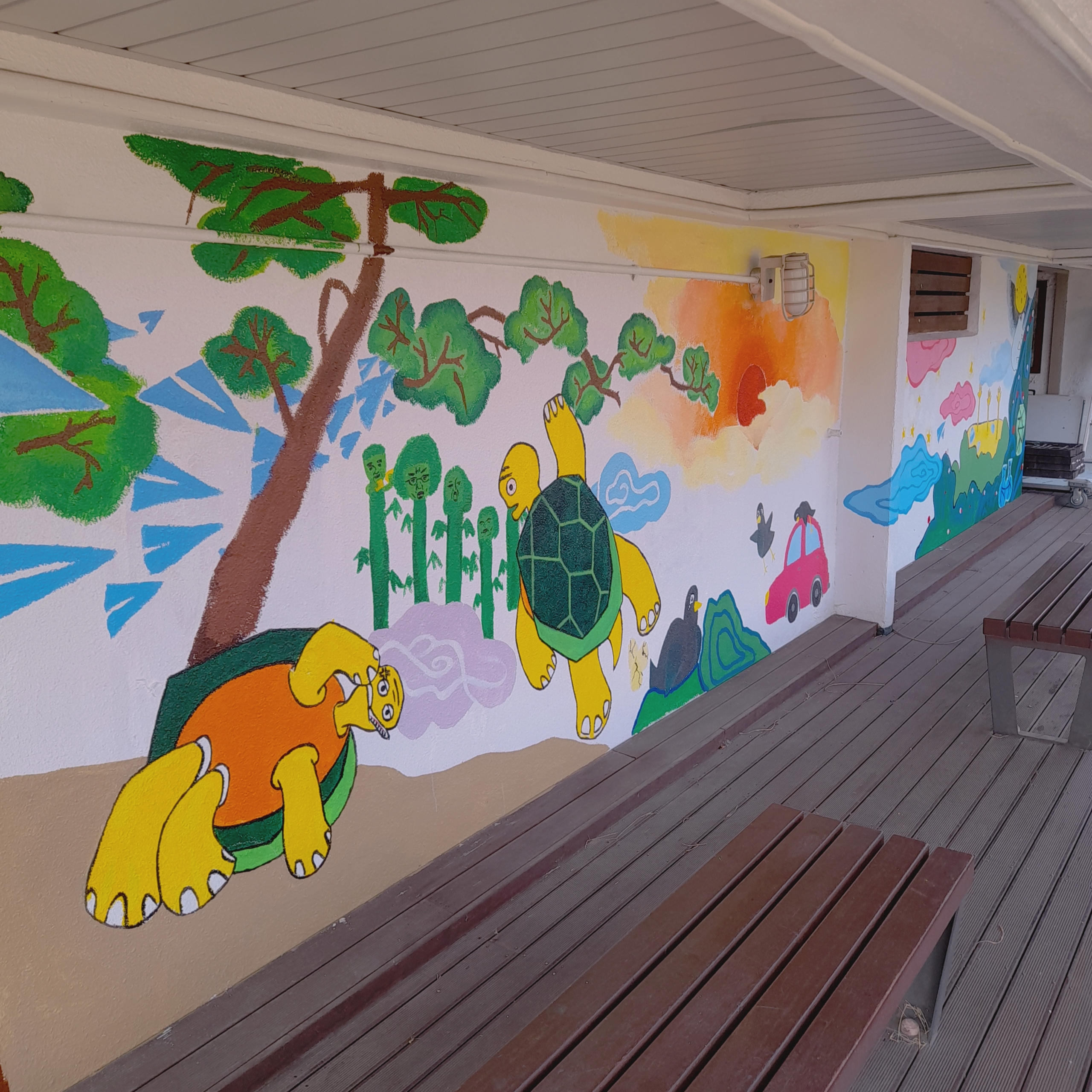
시립서울청소년센터 옥상 벽화
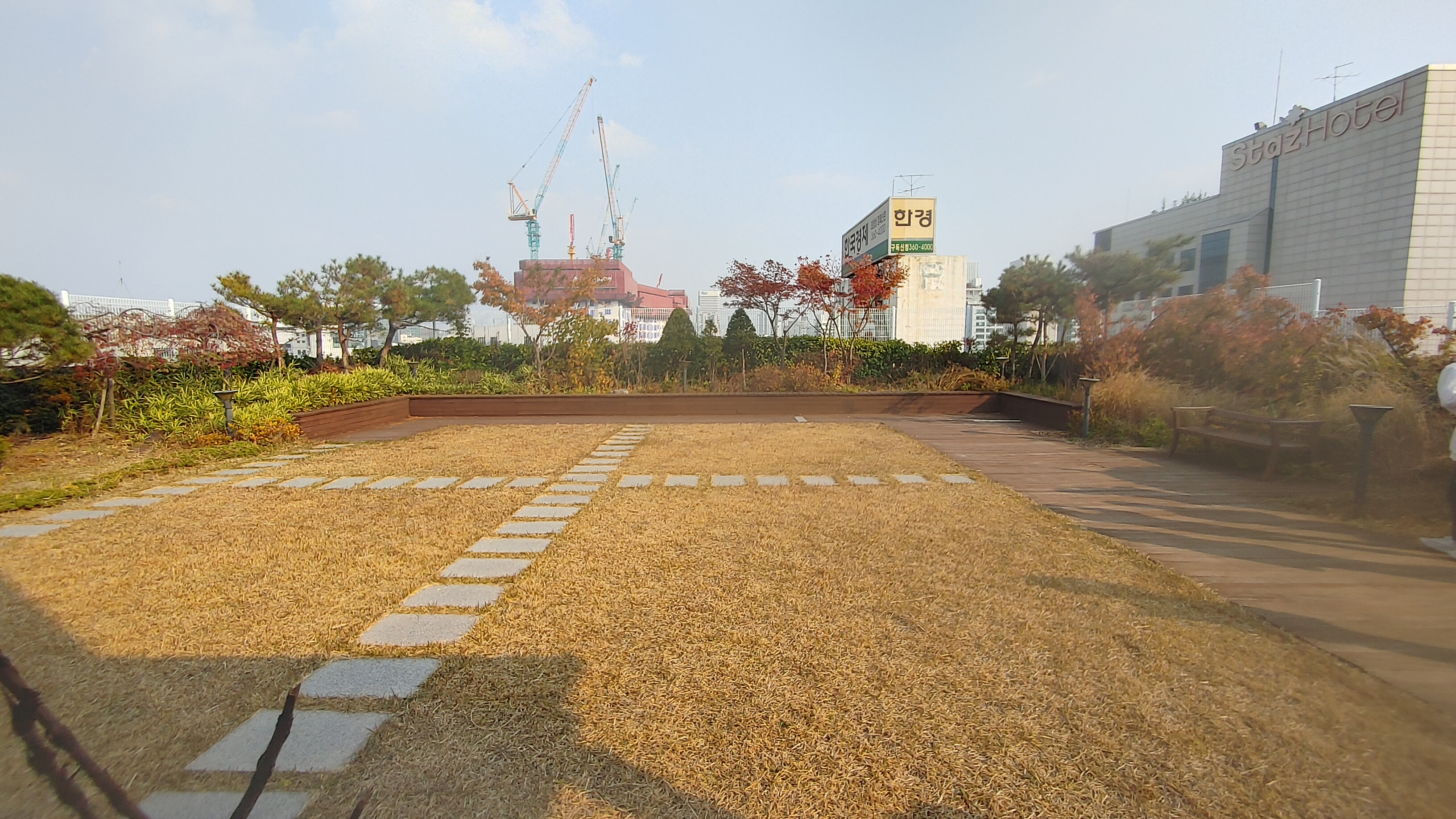
서울시립청소년센터에 옥상에 있는 하늘공원이다